# Pseudocrossocheilus
Pseudocrossocheilus is een geslacht van straalvinnige vissen uit de familie van karpers (Cyprinidae).

## Soorten
- Pseudocrossocheilus bamaensis (Fang, 1981)
- Pseudocrossocheilus liuchengensis (Liang, Liu & Wu, 1987)
- Pseudocrossocheilus longibullus (Su, Yang & Cui, 2003)
- Pseudocrossocheilus nigrovittatus (Su, Yang & Cui, 2003)
- Pseudocrossocheilus papillolabrus (Su, Yang & Cui, 2003)
- Pseudocrossocheilus tridentis (Cui & Chu, 1986)